# Pilocrocis angulifera
Pilocrocis angulifera là một loài bướm đêm trong họ Crambidae.